# Stora Le
El Stora Le en sueco o Store Le en noruego es un lago en Dalsland, Suecia, cuyo extremo norte procede de Noruega y en Värmland, donde continúa como el Lago Foxen.
El lago se extiende unos 70 km (43,5 millas) de Ed en el sur pasando por Nössemark a Töcksfors en el norte, en el Lago de Foxen. Es un lago estrecho, rara vez mide más de 2 a 3 km de diámetro, además una parte forma un tramo del Lago Foxen, donde alcanza un total de 5 kilómetros. Stora Le y el Lago Foxen combinados cubren 131 kilómetros cuadrados. Esto hace que el Stora Le 19 sea el lago más grande de Suecia. Su mayor profundidad es de 99 metros al sur de Västra Fågelvik en la parte del lago Foxen.
El nivel del sistema lacustre se ha controlado desde 1945 cuando este se elevó unos 6 decímetros (2 pies) de 102,1 m ( 335 pies) sobre el nivel del mar.